# Attilio Ariosti
Attilio Malachia Ariosti (Bolonha, 5 de novembro de 1666 – Londres, 1729) foi um frade servita e compositor italiano de estilo barroco, nascido em Bolonha. Produziu mais de 30 óperas e oratórios, inúmeras cantatas e obras instrumentais.

## Vida
Ariosti nasceu na classe média. Tornou-se monge em 1688 aos 22 anos, mas logo obteve permissão para deixar a ordem e se tornar compositor na corte do Duque de Mântua e Monferrato. Tornou-se diácono em 1692, no mesmo ano em que alcançou o cargo de organista em Santa Maria dei Servi, em Bolonha.
Em 1697, foi para Berlim a pedido de Sofia Carlota de Hanôver, Rainha da Prússia, bisneta de Jaime I de Inglaterra e filha da Eleitora Sofia de Hanôver, uma iluminista patrona das artes com grande interesse pela música. Depois de desfrutar do favor da rainha, Ariosti escreveu e colaborou na escrita de uma série de peças teatrais realizadas para a corte em Berlim. Residiu em Berlim como compositor da corte até 1703. Um retrato de Ariosti, de Anthoni Schoonjans (1655-1726), ainda está presente no Palácio de Charlottenburg.
A sua primeira ópera foi apresentada em Veneza em 1697. De 1703 a 1709 foi o Agente Geral Austríaco para a Itália, durante o reinado de José I. Depois de 1716 ele alcançou enorme sucesso em Paris e Londres. Em Londres, ele dividiu com Georg Frideric Handel e Giovanni Bononcini a direção da Royal Academy of Music, e tocou a viola d'amore em um entr'acte em Amadigi di Gaula de Handel. Em 1724 publicou uma Coleção de Cantatas e Lições para a Viola d'Amour, que vendeu por assinatura. Esta publicação pode ter sido a venda de música por assinatura de maior sucesso no século XVIII.
Embora ele pudesse cantar, escrever drama, tocar violoncelo e cravo; seu instrumento favorito era a viola d'amore, para a qual escreveu 21 sonatas solo. Estes são geralmente chamados de Sonatas de Estocolmo, pois a única fonte sobrevivente para a maioria deles está na Statens Musikbibliotek em Estocolmo, Suécia. As Sonatas de Estocolmo mostram o gosto de Ariosti por harmonias surpreendentes, seu uso inventivo do silêncio e sua inteligência.

## Obras

### Música instrumental
- Concertos (perdidos)
- Seis sonatas (ou Lições) publicadas e uma grande coleção de peças manuscritas (comumente agrupadas para formar 15 sonatas) para viola d'amore e baixo contínuo.

### Oratórios
A mais conhecida é " La Passione di Cristo " (Viena, 1709)

### Óperas
Ao todo 23 óperas, entre elas:
- "La festa di Imeneo" - (Berlim) balletto.
- "Atys" - (Berlim).
- "La fede nei tradimenti" - (Berlim, 1701).
- "Marte e Irene" - (Berlim, 1703).
- "I gloriosi presagi del Scipione Africano" - (Viena, 1704).
- "La profezia d'Eliseo nell'assedio di Samaria" - (Viena, 1705).
- "Marte placato" - (Viena, 1707).
- "La gara delle antiche eroine ne' campi elisi" - (Viena, 1707).
- "Amor tra nemici" - (Viena, 1708).
- "La Placidia" - (Viena, 1709).
- "Coriolano" - (Londres, 1723).
- "Lucio Vero" - (Londres, 1726).
- "Vespasiano e Artaserse" - (Londres, 1724).
- "Dario" - (Londres, 1725).

### Libretos
- " Gli amori di Polifemo", música de Giovanni Bononcini.